# Aleksandar Markov
Aleksandar Markov (Sófia, 17 de agosto de 1961) é um ex-futebolista profissional e treinador búlgaro, que atuava como defensor.

## Carreira
Aleksandar Markov fez parte do elenco da Seleção Búlgara de Futebol da Copa do Mundo de 1986 